# NGC 216
NGC 216은 태양에서 약 6,880만 광년 떨어져 있으며, 고래자리에 위치한 렌즈형 은하이다. 1784년 12월 9일, 윌리엄 허셜에 의해 발견되었다.

## 같이 보기
- NGC 1 ~ 999 목록